# Sophia Tatum
Pour les articles homonymes, voir Tatum.
Sophia Tatum, est une actrice américaine née le 20 septembre 1997 à Los Angeles aux États-Unis.

## Biographie
Née à Los Angeles, elle est la fille des acteurs Stacy Haiduk et Bradford Tatum, qui est aussi scénariste et réalisateur.
Elle fait ses débuts au cinéma en 2006 aux côtés de ses parents dans Salt: A Fatal Attraction, un film écrit et réalisé par son père.
Très jeune, elle pose devant les objectifs et est représentée par l'agence NEXT Model Management.
Elle est aussi passionnée par la photographie.

## Filmographie

### Cinéma
- 2006 : Salt: A Fatal Attraction de Bradford Tatum : Chloe
- 2020 : 3 Days Closer (court métrage) de Alejandro Soto : Joanna
- 2021 : A Changed Man (court métrage) de Antonio Bourge : La dame
- 2021 : Fast and Furious 9 de Justin Lin : Chick
- 2022 : Le Samaritain de Julius Avery : Sil
- 2024 : Cliffhanger 2 de Ric Roman Waugh

### Télévision
- 2017 : Riverdale : l'agent Jillian Drake (saison 6, 5 épisodes)
- 2020 : I Am Not Okay with This : Jenny Tuffield (saison 1, 3 épisodes)
- 2020 : The Brides : Justine Strang (saison 1, pilot)